# 腎形蟲綱
腎形蟲綱（學名：Colpodea）是纤毛虫內大核亞門的一個纲，包含约200個物種，常见于淡水和土壤栖息地。身体纤毛通常是均匀的，並且由具有特征结构的双动体（dikinetid）支撑，两个动体上都有纤毛。口可能位于顶端或腹侧，具有或多或少突出的相关多动细胞。许多都是不对称的，细胞在分裂之前会向侧面扭曲，然后再解开，分裂通常发生在囊肿内。腎形蟲屬（Colpoda）是一類腎臟形纤毛虫的屬，常见于富含有机质的环境中，是本綱具有代表性的屬。
此处放置的大多数纤毛虫最初被认为是較高層次的毛口动物，基於它们缺乏真正的口纤毛的假設。然而，作為一种大型食肉纤毛虫的Bursariomorphida類，其口腔形成一个深的前袋，卻被歸入异毛纲，因為其口部显著的多动体。现代类别首次由Small和Lynn於1981年定义，主要基于动子体的结构。

## 下级分类
本科包括以下属：
- Bryometopida
- Bryophryida
- Bursariomorphida
- 肾形虫目 Colpodida 
  - Bardelielidae
  - Bardeliellidae
  - 肾形虫科 Colpodidae
  - Exocolpodidae
  - Grandoriidae
  - Hausmanniellidae
  - Marynidae
- Cyrtolophosidida
- Grossglockneriida
- Sorogenida

目的地位未定的科：no
- Ottowphryidae
- Sandmanniellidae

目和科的地位未定的属：
- Rhyposophrya Kahl, 1933

## 延伸閱讀
- Rekik, Amira; Drira, Zaher; Guermazi, Wassim.  (PDF). Marine Pollution Bulletin. 2012, 64 (2): 336–346. Bibcode:2012MarPB..64..336R. PMID 22154276. doi:10.1016/j.marpolbul.2011.11.005 （英语）.
- Bourland, William A.; Wendell, Laura; Hampikian, Greg; Vd'acnˇ y, Peter. . European Journal of Protistology. Feb 2014, 50 (1): 47–67. PMID 24168852. doi:10.1016/j.ejop.2013.09.001 （英语）.

## 外部連結
- 維基物種上的相關：腎形蟲綱